# Lätäseno
La Lätäseno est une rivière de Laponie et un affluent du Muonio, donc un sous-affluent du Torne.

## Géographie
D'une longueur de 60 km environ, elle est issue elle-même de la réunion de la rivière Poroeno avec plusieurs affluents mineurs. Elle coule selon un axe Nord-Sud jusqu'à rejoindre après un dénivelé de 265 mètres la Könkämäeno pour former la rivière Muonio. Elle effectue la totalité de son parcours sur la commune d'Enontekiö. La rivière, outre la pêche, constitue un important itinéraire de canoë-kayak.